# Chamaecostus lanceolatus
Chamaecostus lanceolatus là một loài thực vật có hoa trong họ Costaceae. Loài này được (Petersen) C.Specht & D.W.Stev. mô tả khoa học đầu tiên năm 2006.